# 革命作家芸術家協会
革命作家芸術家協会（Association des écrivains et artistes révolutionnaires）は、1930年にソ連のハリコフで開催された会議（ハリコフ会議）で正式に結成された国際革命作家同盟のフランス支部として1932年3月に結成された革命文学・プロレタリア文学運動および反ファシズム運動の知識人団体。翌1933年7月に機関誌『コミューン』が創刊され、アンリ・バルビュス、ポール・ヴァイヤン＝クーチュリエ、アンドレ・ジッド、ロマン・ロランが編集委員、ポール・ニザン、ルイ・アラゴンが編集事務局を務めた。1935年に同協会の活動を受け継ぐ「文化の家」が設立され、事務局長のアラゴンを中心に講演会、展覧会、反ファシズム作家・芸術家の討論会など多くの企画が行われた。1939年の独ソ不可侵条約締結後、ダラディエ内閣によって共産党・共産党系の活動が禁止されたため、この時点で事実上解散し、『コミューン』誌は終刊となった。

## 歴史

### 前史
1927年11月に開催されたロシア革命10周年記念の会議において国際革命作家同盟の結成が発表された。この会議には、国際反戦・平和運動「クラルテ」を結成し、機関誌『クラルテ』を主宰していた作家アンリ・バルビュスと画家・インテリアデザイナーのフランシス・ジュールダンが共産党代表として参加した。
国際革命作家同盟が正式に発足したのは、1930年のハリコフ会議においてである。この会議には世界22か国の代表が参加し、フランス代表は映画評論家のジョルジュ・サドゥールと作家のルイ・アラゴンであった。二人とも文学・芸術革命を目指すシュルレアリスム運動（『シュルレアリスム革命』参照）に参加し、また、同じ1927年に共産党に入党していたが、二人は同会議でシュルレアリスム運動、とりわけ、同1930年に刊行されたアンドレ・ブルトンの『シュルレアリスム第二宣言』に基づく方針による同運動からの離脱を要求された。ブルトンは『第二宣言』で唯物史観の立場を明確に打ち出したものの、無意識の探求など運動本来の目的を放棄したわけではなく、これは唯物論者からすれば観念論にすぎなかったからである。
また、バルビュスが『クラルテ』誌の後続誌として1928年に創刊した『モンド（世界）』誌も批判の的となった。バルビュスは『クラルテ』誌が編集委員のピエール・ナヴィルを中心にトロツキーの左翼反対派の活動を支持する方針を採ったために共産党に批判されて廃刊となったことから、共産党から独立した文学、芸術、科学、経済、社会問題の総合雑誌として『モンド』誌を創刊したが、今度はこのためにソ連の『世界革命文学』誌編集長のブルーノ・ヤセンスキーに「イデオロギーの大バザール」、アラゴンにすら「譫妄の汚物」と批判された。
一方、フランスにおいてプロレタリア文学運動の宣言『文学の新時代（Nouvelle âge littéraire）』を発表し、運動の機関誌『新時代（Nouvelle âge）』を創刊したアンリ・プーライユとこの運動もまた、「非ブルジョワ」を掲げながらも政治には一切関与しない活動であったために、「階級闘争・革命による解決のないプロレタリア文学は服従・隷属を説く」ものであり、ファシズムであると批判された。

### 革命作家芸術家協会の結成

#### 名誉会長・事務局
革命作家芸術家協会は1932年3月17日に国際革命作家同盟のフランス支部として結成された。名誉会長はロシア・プロレタリア作家協会（RAPP、1925年結成）のレオポルド・アヴェルバフ、後にソビエト連邦作家同盟（1934年結成）の会長となるマクシム・ゴーリキー、アメリカの共産主義者ジョン・リードに因んだ同国の革命作家団体でハリコフ会議後に国際革命作家同盟のアメリカ支部となった「ジョン・リード・クラブ」のセオドア・ドライサー、フランスの共産党員アンドレ・マルティ、労働運動家エドモン・フリッシュ（Edmond Fritsch）、および反戦・平和運動家・ノーベル文学賞受賞作家のロマン・ロランで、共産党の機関紙『リュマニテ』紙の編集長であった作家・ジャーナリストのポール・ヴァイヤン＝クーチュリエが事務局長、作家・歴史学者のジャン・フレヴィルが事務補佐を務め、作家、ジャーナリスト、映画評論家のレオン・ムーシナックが会計を担当した。
結成時の会員は約200人（作家80人、芸術家120人）で、うちヴァイヤン＝クーチュリエ、フレヴィル、ムーシナックを含む36人が共産党員、他の会員は「同伴者」であった。したがって、結成当初は共産党系の組織であり、ヴァイヤン＝クーチュリエが起草した革命作家芸術家協会の宣言も『リュマニテ』紙に掲載された。この宣言には「プロレタリアートは今からプロレタリア文化の基盤を築かなければならず、プロレタリア文化は社会主義革命の勝利の後に初めて開花する。同時にまた、プロレタリア文化は、すでに帝国主義の時代から、この勝利への道に資するものでなければならない」と書かれている。

#### 定義・目的
さらに、同年12月13日にヴァイヤン＝クーチュリエ、ムーシナック、バルビュス、ジュールダンおよびシャルル・ヴィルドラックの連名で協会の方針を明確にする必要があるとする回状が送られ、方針策定のための会議が行われた。これにはバルビュスに求められてアンドレ・ジッドも参加した。彼は入会しないまま、会議に参加するほか、1933年7月創刊の機関誌『コミューン』の編集委員を引き受けた。1933年の夏に革命作家芸術家協会を「プロレタリアートを支持する非体制順応的な作家・芸術家の集まり」と定義し、以下の行動指針を定めた小冊子が配布され、9月2日付の『モンド』誌に転載された。
1. 中立的な芸術・文学は存在しない。
2. 体制順応的な文学・芸術およびこのような文学・芸術におけるファシズムの傾向と闘うために、フランスに存在する革命文学・芸術の組織化が必要である。
3. フランスにおいて生まれつつあるプロレタリア文学・芸術を促進し、組織化しなければならない。
4. 革命・プロレタリア文学・芸術が相互に影響を与え合うことで、知識人と労働者の連携につなげなければならない。
5. 革命・プロレタリア文学・芸術は、何らかのテーマを恒久的かつ体系的に説明することを目的とするものではない。
6. 現在、フランスの経済・政治情勢は、芸術・文学における革命・プロレタリア運動に有利なものである。

#### 会員
1933年初頭の主な会員、1934年および1935年の主な新規会員は以下のとおりであり、1935年の時点で、文学、造形芸術、建築、音楽、演劇、映画などすべての分野の会員は計550人であった。
1933年初頭の主な会員
- ルイ・アラゴン（作家、シュルレアリスト）
- ジャン・オーダール（英語版）（作家、評論家）
- ジョルジュ・ベニシュー（Georges Benichou）（ジャーナリスト）
- ルネ・ブレヒ（René Blech）（作家）
- アンドレ・ブルトン（作家、シュルレアリスト）
- ルイス・ブニュエル（映画監督、シュルレアリスト）
- ルネ・クルヴェル（作家、シュルレアリスト）
- ウジェーヌ・ダビ（フランス語版）（作家）
- ポール・エリュアール（作家、シュルレアリスト）
- エリー・フォール（フランス語版）（医師、美術史家）
- ロジェ・フランク（Roger Francq）（鉄道技師、労働運動家）
- ジャン・フレヴィル（フランス語版）（作家、歴史学者）
- ジョルジュ・フリードマン（フランス語版）（社会学者）
- ルイ・ギユー（フランス語版）（作家）
- フランシス・ジュールダン（フランス語版）（画家、インテリアデザイナー）
- アンリ・ルフェーヴル（社会学者、哲学者）
- ジャン・リュルサ（フランス語版）（画家、タピスリー作家）
- マン・レイ（写真家、シュルレアリスト）
- レオン・ムーシナック（フランス語版）（作家、ジャーナリスト、映画評論家）
- ポール・ニザン（作家）
- バンジャマン・ペレ（作家、シュルレアリスト）
- ジョルジュ・ポリツェル（心理学者、哲学者）
- ジョルジュ・ポミエス（フランス語版）（ダンサー、俳優）
- ステファン・プリアセル（Stefan Priacel）（翻訳家、通訳、演劇・映画評論家、ジャーナリスト）
- ジュール・リヴェ（フランス語版）（ジャーナリスト、『カナール・アンシェネ』紙編集事務局長）
- ロマン・ロラン（作家）
- ジョルジュ・サドゥール（フランス語版）（映画評論家、シュルレアリスト）
- ジェラール・セルヴェーズ（Gérard Servèze）（作家）
- ピエール・ユニック（フランス語版）（作家、シュルレアリスト）
- ジャン・ヴィゴ（映画監督）
- シャルル・ヴィルドラック（作家）
- マルセル・ウィラール（フランス語版）（弁護士、政治家）

1934年の主な新規会員
- ジャン・バビー（フランス語版）（歴史学者、政治活動家）
- ジャック・バルトリ（Jacques Bartoli）（画家）
- ジャン＝リシャール・ブロック（作家、ジャーナリスト、文芸評論家）
- ジャン・カスー（作家、美術評論家、スペイン文学研究者・翻訳家）
- アンリ・カサーニュ（フランス語版）（歴史学者、ジャーナリスト）
- ジャン・ジオノ（作家）
- ヴィクトル・マルグリット（フランス語版）（作家）
- ヴラジーミル・ポズネル（フランス語版）（作家）
- エディット・トマ（フランス語版）（作家）
- アンドレ・マルロー（作家、政治家）

1935年の主な新規会員
- アンドレ・シャンソン（作家）
- ジュリアン・バンダ（作家、哲学者、評論家）
- リュック・デュルタン（フランス語版）（医師、作家）
- ジャン・ゲーノ（作家、文芸評論家）

## 活動

### 同時代の反ファシズム運動
国際革命作家同盟のフランス支部として結成された革命作家芸術家協会は、共産党の文化政策との関わりにおいて活動を開始すると同時に、ソ連の文化政策とも連携していた。ソ連ではフランスで革命作家芸術家協会が結成された翌月の1932年4月23日にソ連共産党中央委員会の決議でこれまで存在した文学団体がすべて解体された後、1934年8月にモスクワで開催された第一回ソビエト連邦作家大会においてソビエト連邦作家同盟が結成された。この大会にはフランスからアラゴン、ニザン、アンドレ・マルロー、ジャン＝リシャール・ブロックらが参加した。この時期は、ソ連が対外政策を大きく転換させた時期に相当する。1933年にヒトラー内閣が成立すると、ソ連は日独のファシズム国家との戦いのために英米資本家や社会主義者や社会主義者と協力して統一戦線を結成する方針に転じ、1934年に国際連盟に加盟、1935年のコミンテルン第7回大会で反ファシズム統一戦線の結成を提案することになるからである。
反ファシズム運動の高まりはフランスにおいても同様であり、すでに1932年にバルビュスとロマン・ロランが「反ファシズム国際委員会（Comité antifasciste international）」を結成し、世界各国の知識人に「国際反戦会議（Congrès mondial contre la guerre）」の開催を呼びかけ、同年8月にアムステルダムで開催された「反帝国主義戦争国際会議」として結実した。さらに、1933年の国家社会主義ドイツ労働者党（ナチス）によるドイツ制覇に連動して、アクシオン・フランセーズなど共和制打倒を目指す右派・極右勢力が民衆を扇動して起こした暴動（1934年2月6日の危機）を受けて左派勢力が結集し、1934年3月5日に反ファシズム知識人監視委員会（民族学者のポール・リヴェが会長、哲学者・作家のアランと物理学者のポール・ランジュヴァンが副会長）を結成し、翌1935年6月の人民戦線の結成につながった。同じ1935年6月には、ファシズムから文化を守ることを目的に、バルビュス、ロマン・ロラン、マルロー、ジッド、アラゴンらを中心に第1回文化擁護国際作家会議が開催され、ソ連からイリヤ・エレンブルグ、イサーク・バーベリ、ドイツからハインリヒ・マン、ベルトルト・ブレヒト、アンナ・ゼーガース、オーストリアからローベルト・ムージル、英国からオルダス・ハクスリらが参加した。革命作家芸術家協会は、プロレタリア文学・革命文学の推進力であっただけでなく、こうした反ファシズム運動を主導し、会員の多くが特に反ファシズム知識人監視委員会にも参加していた。
一方、上記「1933年初頭の主な会員」にはシュルレアリストが多いが、同年、ブルトン、クルヴェル、エリュアールが共産党から除名され、1935年の第1回文化擁護国際作家会議の直前にソ連代表のエレンブルグとブルトンが対立し、シュルレアリストは同会議からも追放されることになった。唯一、すでにハリコフ会議以降、社会主義リアリズムに傾倒し、シュルレアリスム運動を離れることになったアラゴンが（「アラゴン事件」参照）、革命作家芸術家協会のみならず戦間期の知識人による反ファシズム運動およびナチス・ドイツ占領下の知識人による対独レジスタンス運動で主導的な役割を担うことになる。

### 主な活動・内部対立
反ファシズム運動の一環として、革命作家芸術家協会は1933年3月24日、ジッド、マルロー、ウジェーヌ・タビ、ジャン・ゲーノを中心に「ドイツのファシズムとフランスの帝国主義に抗議する」という標語を掲げて大規模なデモを行い、会場のグラントリアン（大東社）に知識人2,000人が集まった。バルビュス、ロマン・ロランからこれを支持するメッセージが届き、ブロック、クルヴェル、エリュアール、フェルナン・レジェ（画家）、リュック・デュルタン、エリー・フォール、ジョルジュ・フリードマン、マルセル・プルナン（動物学者、生物学者）、トリスタン・レミ（作家）、ポール・シニャック（画家）、シャルル・ヴィルドラック、アンドレ・ヴィオリス（ジャーナリスト、作家、女性解放運動家）、ダリウス・ミヨー（作曲家）がそれぞれ宣言文を発表した。
1934年1月27日から2月18日までパリ15区の「ポルト・ド・ヴェルサイユ」で革命作家芸術家協会主催の「革命芸術家」展が開催された。ジャン・リュルサ、フェルナン・レジェ、ポール・シニャック、ジャン・カルリュ、アンドレ・ロート、フランス・マシリール、および若手画家のアンリ＝ジョルジュ・アダム、モーリス・エステーヴ、エドゥアール・ピニョンらが参加したこの展覧会は、社会問題を「造形」として表現すること、プロレタリアートに自信を与えることを主な目的とし、これは《連帯》、《友愛のために》、《権力の掌握》、《プロレタリアート》、《デモ活動》といった画題にも明確に表現されていた。
上述のように、ソ連の社会主義リアリズムをフランス文学の伝統につなげようとしたのがアラゴンであり、彼は（エミール・ゾラの）『ジェルミナール』と（ヴィクトル・ユーゴーがナポレオン3世を批判した）『懲罰詩集』が一体となったような「革命的ロマン主義」を彼自身の社会主義リアリズムと定義し、1934年に発表した小説『バーゼルの鐘』、1936年にルノードー賞を受賞した『お屋敷町』、およびアラゴンが書評を書いたポール・ニザンの『アントワーヌ・ブロワイエ』（1933年）がフランスにおける社会主義リアリズムの代表作とされるが、この点では、とりわけ、芸術活動におけるレジェのリアリズムは文学活動におけるアラゴンの社会主義リアリズムと真っ向から対立し、レジェは、近代芸術に人間性が欠如しているとしたら、それは社会秩序によって民衆が芸術に接することができないからであって、大衆に影響を与えることのできるような「新しいレアリスム」は芸術作品に日常（具体的には生活用品など）を取り込むことによって可能になると主張した。これに対してアラゴンは、レジェの「新しいレアリスム」は「クリーム・タルト」であって「支配階級（ブルジョワジー）に隷属する芸術だ」、「奴隷」である画家が「奴隷をつなぐ鎖を描いているのだ」と辛辣に批判した。
プロレタリア文学についても当初からプーライユのプロレタリア文学運動が支配階級への「服従・隷属を説く」ものとして批判されただけでなく、革命作家芸術家協会の内部でも意見の対立があった。同協会では1930年のハリコフ会議の提言を受けて「プロレタリア文学コンクール」を開催した。これは、労働者自身が日々の労働について表現することでプロレタリア文学の担い手になることを目的としたコンクールであり、労働者から寄せられた文学作品のなかから革命作家芸術家協会の審査員が優れた作品を選出し、『リュマニテ』紙上に発表した。当初、審査員の一人であったブルトンは、このような試み自体が本末転倒であるという趣旨の講評を行った。すなわち、新聞を読む以外に読書をする時間もない労働者には表現力を養う機会がない、子供向けの読み物はたいていブルジョア好みのものである、したがって、プロレタリア文学が可能なのは、ソ連の場合のように教育制度を含むブルジョワ体制そのものを覆すプロレタリア革命を経た後のことであるという趣旨であった。
革命作家芸術家協会主催のこうした企画は、この後、1935年初頭に設立され、アラゴンが事務局長を務めた「文化の家」（パリ9区ナヴァラン通り22番地）が担うことになり、「文化の家」の企画として講演会や展覧会、反ファシズム作家・芸術家の討論会が多数開催された。

## 機関誌『コミューン』
革命作家芸術家協会結成の翌1933年7月に創刊された機関誌『コミューン』は、バルビュス、ヴァイヤン＝クーチュリエ、アンドレ・ジッド、ロマン・ロランが編集委員、ポール・ニザンとルイ・アラゴンが編集事務局を務めた。1934年8月の第一回ソビエト連邦作家大会の後に、ソビエト連邦作家同盟会長のゴーリキーが編集委員として参加し、9月にヴラジーミル・ポズネル、ピエール・ユニック、ジェラール・セルヴェーズが編集事務局に参加した。
『コミューン』誌は、1933年7月の創刊号に以下の方針を掲げた。
- 『コミューン』誌は、革命作家芸術家協会が推進する闘いについて公表する。同誌は闘いのための雑誌である。
- 『コミューン』誌は、ファシズムに向かって進んでいる現在の文化から生じた混乱に直面して、唯一の革命はプロレタリア革命であると主張する。
- 『コミューン』誌は、フランスの右派であれ左派であれファシズムに向かって歩み始めたら、帝国主義が戦争のための理論武装を始めたら、ソビエト連邦が武装闘争を始めたら、これに対して闘う。
- 『コミューン』誌は、ブルジョワ文化とあらゆるブルジョワ宣伝の死の要素を糾弾する。
- 『コミューン』誌は、革命文化の生の要素について理解を促す。

さらに同年11月号には以下の宣言を掲載した。
- 革命作家芸術家協会は、文化において、プロレタリアの大衆と連携し、ファシズムと戦争の原因である、衰退しつつある資本主義による、あらゆる思想の退化に対する闘いを挑む。
- ファシズムが推奨するスピリチュアリズム（精神主義、唯心論）の概念（精神性を優先すること、人格主義など）に反対する。これは、個人の隷属を覆い隠そうとする思想である。
- 資本の独裁制を覆い隠すことを目的とする権威主義的・宗教的概念に反対する。
- 現代社会の混乱に対する責任を回避し、これをマルクス主義のせいにしようとするような民衆扇動に反対する。
- 若者たちに新しい世界を約束しながら、実際には悲惨さ（貧困）、軍隊化、戦場での死のみをもたらす、若者たちの救済者を偽称する者たちに反対する。
- 革命作家芸術家協会は、労働者階級の解放の武器であるマルクス主義を支持することの必然性を主張する。

『コミューン』誌の主な寄稿者を以下に示す（国名が記されていない場合はフランス）。記事を掲載した者だけでなく、「誰のために書くか」などのアンケート特集に回答を寄せた者を含む。また、革命作家芸術家協会の会員以外の者も含む。
- アンリ＝ジョルジュ・アダム（フランス語版）（版画家、彫刻家）
- ピエール・アルベール＝ビロ（フランス語版）
- ラファエル・アルベルティ（詩人、彫刻家、画家）
- ルイ・アラゴン（作家）
- マクス・アウブ（スペインの作家）
- W・H・オーデン（イギリスの作家）
- ガブリエル・オーディジオ（フランス語版）（作家）
- ジョルジュ・オーリック（作曲家）
- クロード・アヴリーヌ（作家）
- マルセル・エイメ（作家）
- イサーク・バーベリ（ロシアの作家）
- ジャン・バビー（フランス語版）（歴史学者、政治活動家）
- テオドール・バルク（ドイツ語版）（ドイツの医師、ジャーナリスト、作家）
- アンリ・バルビュス（作家）
- エルサ・バルレーヌ（フランス語版）（作曲家）
- ジャン・ボーフレ（哲学者）
- ヨハネス・R・ベッヒャー（ドイツの作家）
- ジュリアン・バンダ（作家、哲学者、評論家）
- エドヴァルド・ベネシュ（チェコスロバキアの政治家）
- クリスチャン・ベラール（フランス語版）（画家）
- マルク・ベルナール（フランス語版）（作家）
- アントニオ・ベルニ（スペイン語版）（アルゼンチンの画家）
- ジョルジュ・ベッソン（フランス語版）（美術評論家）
- オト・ビハリ＝メリン（英語版）（セルビア、ユーゴスラビアの作家、美術評論家、画家）
- アンドレ・ビリー（フランス語版）（作家）
- ジャック＝エミール・ブランシュ（画家）
- オーギュスト・ブランキ、1881年死去なので、明らかに論文などの紹介
- ジャン＝リシャール・ブロック（作家、ジャーナリスト、文芸評論家）
- ニコライ・ブハーリン（ソ連の政治家）
- シャルル・ブレバン（フランス語版）（作家）
- ベルトルト・ブレヒト（ドイツの作家）
- ヴィリー・ブレーデル（ドイツ語版）（ドイツの作家）
- ジャン・ブリュア（フランス語版）（歴史学者）
- レイモン・ビュシェール（フランス語版）（俳優）
- クロード・カーアン（フランス語版）（歴史学者）
- クロード・カーアン（写真家、作家）
- カレル・チャペック（チェコスロバキアの作家）
- ジャン・カルリュ（グラフィックデザイナー）
- ジャン・カスー（作家、美術評論家、スペイン文学研究者・翻訳家）
- クリストファ・コードウェル（英語版）（イギリスの作家）
- マルク・シャドゥルヌ（フランス語版）（作家）
- マリエッタ・シャギニャン（ソ連の作家、政治活動家）
- アンドレ・シャンソン（作家）
- チャールズ・チャップリン）（イギリスの俳優、映画監督）
- ヴィクトル・シクロフスキー（ソレンの言語学者、文芸評論家、作家）
- アルベール・コーエン（作家、政治活動家）
- ジャック・コンロイ（英語版）（アメリカの作家）
- マルカム・カウリー（アメリカの作家）
- ルネ・クルヴェル（作家）
- ウジェーヌ・ダビ（フランス語版）（作家）
- ジャック・ドクール（フランス語版）（作家）
- リーズ・ドゥアルム（フランス語版）（作家）
- ロベール・ドローネー（画家）
- アンドレ・ドラン（画家）
- ロベール・デスノス（作家）
- アレクサンドル・ドイチュ（ソ連の天文学者）
- ゲオルギ・ディミトロフ（ブルガリア共産党員）
- ラウル・デュフィ（画家）
- エドゥアール・デュジャルダン（フランス語版）（作家）
- リュック・デュルタン（フランス語版）（医師、作家）
- イリヤ・エレンブルグ（ソ連の作家）
- ポール・エリュアール（作家）
- マックス・エルンスト（ドイツの画家）
- ルネ・エティアンブル（フランス語版）（作家、大学教員）
- アルフレッド・ファブル＝リュス（フランス語版）（作家、ジャーナリスト）
- エリー・フォール（フランス語版）（医師、美術史家）
- ケネス・フィアリング（英語版）（アメリカの作家）
- ラモン・フェルナンデス（フランス語版）（作家）
- モーリス・フォンブール（フランス語版）（作家）
- ピエール・フルニエ (ジャーナリスト)（フランス語版）（ジャーナリスト）
- ラルフ・フォックス（英語版）（イギリスのジャーナリスト、作家）
- レオン・フラピエ（作家）
- ジャン・フレヴィル（フランス語版）（作家、歴史学者）
- ジョルジュ・フリードマン（フランス語版）（社会学者）
- フェデリコ・ガルシーア・ロルカ（スペインの作家）
- ペドロ・ガルフィアス（スペイン語版）（スペインの作家）
- ピエール・ジョルジュ（地理学者）
- アルベルト・ジャコメッティ（彫刻家）
- アンドレ・ジッド（作家）
- ジャン・ジオノ（作家）
- エドゥアール・ゴエルグ（フランス語版）（画家）
- マイク・ゴールド（アメリカの作家）
- イヴァン・ゴル（フランス語版）（ドイツ、フランスの作家）
- マクシム・ゴーリキー（ソ連の作家）
- ノルダール・グリーグ（ノルウェー語版）（ノルウェーの作家、ジャーナリスト）
- マルセル・グロメール（フランス語版）（画家）
- ニコラス・ギジェン（英語版）（キューバの作家、政治活動家）
- ルイ・ギユー（フランス語版）（作家）
- ミゲル・エルナンデス（スペインの作家）
- ナーズム・ヒクメット（トルコの作家、政治活動家）
- シャルル＝アンリ・イルシュ（フランス語版）（作家）
- ラングストン・ヒューズ（アメリカの作家）
- ヴァランティーヌ・ユゴー（フランス語版）（画家）
- ホルヘ・イカサ（スペイン語版）（エクアドルの作家）
- ヨリス・イヴェンス（オランダ、フランスの映画監督）
- ブルーノ・ヤセンスキー（ポーランド語版）（ポーランドの作家、政治活動家）
- アンリ・ジャンソン（フランス語版）（作家、ジャーナリスト）
- フランシス・ジュールダン（フランス語版）（画家、インテリアデザイナー）
- シャルル・ケクラン（作曲家）
- ポール・ラファルグ（批評家、ジャーナリスト）
- マリー・ローランサン（画家）
- アンリ・ルフェーヴル（社会学者、哲学者）
- レイモン・ルフェーブル（作曲家）
- フェルナン・レジェ（画家）
- ロザモンド・レーマン（英語版）（イギリスの作家、翻訳家）
- アンリ＝ルネ・ルノルマン（フランス語版）（作家）
- レオニード・レオーノフ（ソ連の作家）
- ピエール・ド・レスキュール（フランス語版）（作家、ジャーナリスト）
- アンドレ・ロート（画家）
- アンリ・リシュタンベルジェ（フランス語版）（ドイツ学者）
- エーミール・ルートヴィヒ（ドイツの作家）
- ルカーチ・ジェルジュ（ハンガリーの哲学者、文芸批評家、政治家）
- ジャン・リュルサ（フランス語版）（画家、タピスリー作家）
- ピエール・ド・マッソ（フランス語版）（作家）
- ルネ・モーブラン（フランス語版）（哲学者）
- アントニオ・マチャード（スペインの作家）
- アントン・マカレンコ（ソ連の教育者）
- アンドレ・マルロー（作家、政治家）
- ハインリヒ・マン（ドイツの作家、評論家）
- トーマス・マン（ドイツの作家）
- ルネ・マラン（フランス語版）（作家）
- サムイル・マルシャーク（ソ連の作家）
- アンドレ・マルシャン（フランス語版）（画家）
- ジョゼフ＝シャルル・マルドリュス（医師、作家、東洋学者）
- ヴィクトル・マルグリット（フランス語版）（作家）
- ロジェ・マルタン・デュ・ガール（作家）
- フランス・マシリール（ベルギーの画家）
- アンリ・ミヌール（天文学者、数学者）
- フランシス・ド・ミオマンドル（作家）
- アンリ・ド・モンテルラン（作家）
- クロード・モルガン（作家、ジャーナリスト、政治活動家）
- アントニオ・モレノ（フランス語版）（スペインの俳優、映画監督）
- アルフレッド・モルティエ（フランス語版）（ジャーナリスト、作家）
- ジャン・ムーラン（政治家、レジスタンス運動家）
- レオン・ムーシナック（フランス語版）（作家、ジャーナリスト、映画評論家）
- パブロ・ネルーダ（チリの作家、政治家）
- ポール・ニザン（作家）
- アメデエ・オザンファン（画家）
- ヴラジーミル・ポズネル（フランス語版）（作家）
- ルイ・パロー（フランス語版）（作家、ジャーナリスト、翻訳家）
- ボリス・パステルナーク（ソ連の作家）
- レオン・ピエール＝カン（フランス語版）（評論家、文学雑誌主宰者）
- ジョルジュ・ピユモン（フランス語版）（作家、翻訳家、スペイン文学研究者）
- エルヴィン・ピスカトール（ドイツの舞台監督、劇場支配人）
- テオドール プリーヴィエ（フランス語版）（ドイツの作家）
- ジョルジュ・ポリツェル（心理学者、哲学者）
- マルセル・プルナン（贓物学者、生物学者）
- ジャン・プレヴォー（フランス語版）（作家、ジャーナリスト）
- カール・ラデック（ソ連の政治家）
- ジョン・リード（アメリカのジャーナリスト、政治活動家）
- グスタフ・レグラー（ドイツ語版）（ドイツの作家、ジャーナリスト）
- トリスタン・レミ（フランス語版）（作家）
- ルートヴィヒ・レン（ドイツ語版）（ドイツの作家）
- ジャン・ルノワール（映画監督）
- ジャン・ロジサール（フランス語版）（作家）
- ロマン・ロラン（作家）
- ジュール・ロマン（作家）
- ヨーゼフ・ロート（オーストリアの作家）
- ドニ・ド・ルージュモン（スイスの作家、哲学者、大学教員）
- ジャック・ルーマン（ハイチの作家、政治活動家）
- ジョルジュ・サドゥール（フランス語版）（映画評論家）
- クレール・サント＝ソリーヌ（フランス語版）（作家）
- アンナ・ゼーガース（ドイツの作家）
- ラモン・センデル（スペイン語版）（スペインの作家）
- ミシェル・スーフォール（フランス語版）（画家）
- ポール・シニャック（画家）
- アグネス・スメドレー（アメリカのジャーナリスト）
- ジャック・ソロモン（フランス語版）（物理学者）
- ジョルジュ・ソリア（フランス語版）（歴史学者、ジャーナリスト、作家）
- フィリップ・スーポー（作家）
- ジャック・スーステル（フランス語版）（民族学者、政治家）
- スティーブン・スペンダー（イギリスの評論家、作家）
- コンスタンチン・スタニスラフスキー（ソ連の俳優、演出家）
- ジョン・ストレイチー（英語版）（イギリスの政治家、作家）
- イヴ・タンギー（画家）
- エルンスト・テールマン（ドイツの政治家）
- エディット・トマ（フランス語版）（作家）
- ニコライ・チーホノフ（ソ連の政治家）
- エルンスト・トラー（ドイツの作家）
- エルザ・トリオレ（作家）
- ユーリイ・トゥイニャーノフ（ソ連の作家、評論家、翻訳家）
- トリスタン・ツァラ（作家）
- ピエール・ユニック（フランス語版）（作家）
- ポール・ヴァイヤン＝クーチュリエ（フランス語版）（作家、ジャーナリスト）
- セサル・バジェホ（ペルーの作家）
- クレマン・ヴォーテル（フランス語版）（ジャーナリスト、作家）
- フセヴォロド・ビシュネフスキー（ロシア語版）（ソ連の作家）
- シャルル・ヴィルドラック（作家）
- アンドレ・ヴィオリス（フランス語版）（ジャーナリスト、作家、女性解放運動家）
- アンリ・ワロン（精神科医、心理学者、教育者）
- 王明（中国の政治家）
- エーリヒ・ヴァイネルト（ドイツ語版）（ドイツの作家）
- レオン・ウェルト（作家、評論家、ジャーナリスト）
- マルセル・ウィラール（フランス語版）（弁護士、政治家）
- アンドレ・ヴュルムセル（フランス語版）（ジャーナリスト、作家）
- ジャン・ゼー（フランス語版）（弁護士、政治家）
- クララ・ツェトキン（政治家、女性解放運動家）
- アレクサンドル・ゼヴァエス（フランス語版）（政治家）
- ミハイル・ゾーシチェンコ（ソ連の作家）
- シュテファン・ツヴァイク（オーストリアの作家、評論家）

1939年8月23日に独ソ不可侵条約が締結されると、8月25日、ダラディエ内閣は共産党の機関紙（機関誌）、共産党系の刊行物をすべて発禁処分にし、集会や宣言活動も禁止したため、これをもって革命作家芸術家協会は事実上解散し、『コミューン』誌は終刊となった。